# Zgarniarko-równiarka ZgSH-201
Zgarniarko-równiarka ZgSH-201 – przegubowa zgarniarka, opracowana przez inżynierów Ośrodka Badawczo-Rozwojowego Maszyn Ziemnych i Transportowych, Huty Stalowa Wola, w 1969 roku.

## Konstrukcja
Zgarniarkę, zaprojektowano jako ciągnik jednoosiowy, z naczepą zgarniająco-ładującą, ze sterowaniem hydraulicznym. W konstrukcji zgarniarki, wykorzystano jednoosiowy ciągnik C1-201, z wywrotki Mamut-200, oraz podzespoły produkowanej przez HSW ładowarki hydraulicznej Ł-3: silnik, mosty napędowe, skrzynię biegów i hydrauliczny układ sterowania.
Przeznaczona była do pracy m.in. przy budowie dróg, lotnisk, niwelacji terenu na budowach.
Zgarniarka, napędzana była silnikiem wysokoprężnym, WSK Mielec SW680/8, o mocy 193 KM, ze zmiennikiem momentu ZM-151, o dynamicznym przełożeniu 1: 2,8, poprzez sterowaną hydraulicznie 8-biegową (4 biegi do przodu i 4 do tyłu) skrzynię biegów SB-163, własnej konstrukcji i mosty napędowe produkcji Fabryki Maszyn Radomsko.
Wyprodukowano ok. 10 sztuk, kilka sztuk pracowało m.in. podczas budowy magistrali LHS.